# Гоголевское
Гоголевское — поселок в Правдинском районе Калининградской области.

## География
Находится в южной части Калининградской области на расстоянии приблизительно 18 км на восток-юго-восток по прямой от административного центра района города Правдинск.

## История
Населенный пункт назывался ранее Альтхоф (до 1950 года). В составе Правдинского района с 2006 по 2015 год входил в Железнодорожное городское поселение.

## Население
Численность населения: 33 человека (русские 55 %, армяне 30 %) в 2002 году, 21 в 2010.